# Trieces bellulus
Trieces bellulus là một loài tò vò trong họ Ichneumonidae.